# 関門海峡ロープウェイ
関門海峡ロープウェイ（かんもんかいきょうロープウェイ）とは、福岡県北九州市門司区和布刈公園と山口県下関市火の山を結ぶ、計画中の索道路線である。

## 沿革
1990年代初頭に、関門海峡地域の観光活性化を図るため、下関21世紀協会、門司まちづくり21世紀の会、北九州活性化協議会が中心になって、関門海峡にロープウェイを建設する構想を立案した。
これを事業化するために、1995年に地元のバス・タクシー・食品・石油などの会社約50社が出資した関門開発株式会社（本社、北九州市門司区、新藤正信社長）を設立。
建設予定地が瀬戸内海国立公園指定地内で自然公園法に基づく開発許可が必要なため、環境調査を実施し、1999年に環境庁の開発許可を取得した。
しかし、事業資金が集まらず、計画は中断した。
その後、2004年に公営での建設を目指して関係自治体に陳情し、北九州市が中心となって事業化の是非を検討しているが、下関市側は積極的ではないと言われている。

## 事業計画
世界でも珍しい、海を渡る海上ロープウェイである。
- 総工費：約43億円
- 利用客数：年間約54万人（予想）
- 当初の開業までの日程
  - 2000年 - 運輸省に事業認可申請予定
  - 2000年12月 - 着工予定
  - 2002年夏 - 開業予定

### 路線データ
- 全長：1468.8m
- 走行方式：
- 運転時分：約7分
- 駅数：2駅（起終点駅を含む）
- 運転速度：
- 高低差：
- 最急勾配：
- 支柱基数：

### 駅一覧
- 北九州側：和布刈公園の北側、高さ97mの塔型駅
- 下関側：火の山公園山頂、下関市火の山ロープウェイ火の山駅付近

壇の浦には、既設の下関市火の山ロープウェイに乗り換える。

### 搬器
- 定員：101人
- 台数：2台

### 運行概要
- 運賃：片道1,000円（想定）

## 歴史
- 1991年6月 - 「和布刈 - 門司港市街地 - 風師地区一円の開発プラン」策定を北九州活性化協議会に依頼。
- 1992年7月 - 前記策定プランが「門司港地区開発構想 - 海峡コリドール《回廊》の形成」として門司港レトロ・風師・および海峡ロープウエイを中核とした和布刈の3ゾーンを基本にした構想としてまとめる。
- 1992年8月 - 同構想を北九州市へ提言。マスコミ発表。
- 1992年11月 - 海峡ロープウエイ準備会発足。
- 1993年4月 -「海峡ロープウエイ構想基礎調査報告書」完成。
- 1994年3月 -「海峡ロープウエイ構想事業化調査報告書」完成。
- 1995年6月 -関門開発株式会社設立。
- 1996年 - 環境調査を実施。
- 1997年 - 「関門海峡ロープウェイ基本計画」策定。
- 1998年3月 - 「門司港レトロ事業第2期計画」の和布刈公園整備と一体となった計画として関係機関と協議はじまる。
- 1999年9月 - 環境庁にロープウェイの開発許可を申請。
- 1999年12月14日 - 環境庁から開発許可を取得。
- 2000年4月 - 「関門海峡ロープウエイと21世紀のまちづくりシンポジウム」開催。
- 2000年 - 事業資金が集まらず、事業の継続を中断。
- 2001年2月 - 北九州・下関両商工会議所が海峡ロープウエイ検討組織設置に合意。
- 2003年3月 - 下関市火の山ロープウェイの運行休止にともない、関門海峡ロープウェイを正式に断念。
- 2003年 - 北九州市が「関門海峡ロープウェイ事業化検討基礎的調査」を実施（予算：約500万円）。
- 2004年7月 - シンポジウム「関門海峡ロープウエイと21世紀のまちづくり」開催。
- 2004年9月 - 「海峡ロープウエイ公設民営」について市長・市議会議長に陳情。
- 2005年6月8日 - 北九州市の実施した調査の結果、20 年間のBOO 方式で、年間4 億円の公共負担（サービス対価）があれば事業化が可能との調査結果が出る。今後、対岸の山口県下関市、関連団体や関門開発などと協議を進め、事業化の是非を判断する予定。